# Friedrich Wambsganß
Friedrich Wambsganß, oft genannt Fritz Wambsganß (* 25. Juni 1886 in Rehau, Oberfranken; † 12. Januar 1979 in Rodalben), war ein deutscher Lehrer, NS-Politiker und evangelischer Synodalpräsident.

## Leben und Wirken
Er war der Sohn des Zollbeamten Valentin Wambsganß, besuchte die Lateinschule in Grünstadt  und wurde 1908 Volksschullehrer. Als Kriegsfreiwilliger nahm  Friedrich Wambsganß von 1914 bis 1918 am Ersten Weltkrieg teil und erhielt das Eiserne Kreuz 1. Klasse. 1918 kam er als Lehrer nach Kaiserslautern. Hier gründete Wambsganß 1925 die NSDAP-Ortsgruppe und avancierte im selben Jahr zum ersten Gauleiter des Parteigaues Rheinpfalz, in welchem Amt ihn Josef Bürckel 1926 ablöste. 
Friedrich Wambsganß wurde Schulrat, Gau-Chef des Kampfbundes für deutsche Kultur und 1933 in die Landessynode der Evangelischen Kirche der Pfalz gewählt; 1934 zu ihrem Präsidenten. Er setzte sich nachhaltig für ihre Gleichschaltung ein und überführte die bis dahin selbstständige Landeskirche in die Deutsche Evangelische Kirche unter Reichsbischof Ludwig Müller.
1934 wurde er SA-Standartenführer, 1937 SA-Oberführer und Regierungsdirektor in Saarbrücken, Abteilung Kultus und Schulwesen, dabei auch zuständig für den saarpfälzischen Teil  der Pfälzischen Landeskirche. Er leitete die Abteilung Erziehung des nunmehrigen Gaues Westmark, später auch in der Zivilverwaltung für Lothringen, und war seit 1931 Gauwalter des NS-Lehrerbundes. 1943 erreichte er das Amt eines Leitenden Regierungsdirektors. Er war Träger des Goldenen Parteiabzeichens der NSDAP und hatte die Parteimitgliedsnummer 23796.
Dem Pfälzischen Landesbischof Ludwig Diehl antwortete Wambsganß auf eine Anfrage folgendermaßen:

„Das Alte Testament schlage ich vor, vollkommen zu streichen, da ich irgendwelche religiös-erzieherischen Werte in ihm nicht erblicken kann... Die Geschichte des Neuen Testaments wäre m.E. zu behandeln als dem von Jesus ausgehenden Kampfe gegen die geistig-materielle Denkweise des jüdischen Volkes. Es ist die grosse geistige Revolution gegen Schachertum, Formelkram, Veräusserlichung aller religiösen Werte durch Juden… Der Glaube, dass das jüdische Volk besonders von unserem Herrgott auserwählt worden sei, muss endlich verschwinden. Man wird den Kampf gegen das Judentum in Deutschland solange nicht verstehen, als dieser Glaube verbreitet ist.“

Nach Kriegsende erfolgte von 1945 bis 1948 eine Internierung in Idar-Oberstein und Landau. Im Zuge der Entnazifizierung folgte 1949 die gerichtliche Einstufung als NS-„Minderbelasteter“ und 1950 die Aufhebung des Urteils sowie völlige Einstellung des Verfahrens. Am 31. Dezember 1950 trat Friedrich Wambsganß mit vollen Beamtenbezügen in den  Ruhestand und verstarb 1979 in Rodalben. 
Sein Bruder war der linksorientierte protestantische Pfarrer Georg Valentin Wambsganß (1879–1942).